# Ямайка на літніх Олімпійських іграх 1968
Ямайка на літніх Олімпійських іграх 1968 в Мехіко (Мексика) була представлена 25-ма спортсменами (20 чоловіків та 5 жінок) у 5 видах спорту (легка і важка атлетика, плавання, бокс, вітрильний спорт), які вибороли одну олімпійську медаль.
Наймолодшим членом команди була легкоатлетка Одрі Рід (16 років 206 днів), найстарішим — яхтсмен Бартон Кіркконнел (51 рік 162 дні).

## Срібло
- Леннокс Міллер — легка атлетика: 100 метрів, чоловіки.